# Zweiter Karnatischer Krieg
Erster Karnatischer Krieg – Zweiter Karnatischer Krieg – Dritter Karnatischer Krieg
Der Zweite Karnatische Krieg (auch: Zweiter Karnataka-Krieg) war ein von 1751 bis 1754 in Indien ausgetragener Kolonialkrieg zwischen Frankreich und Großbritannien. Die meisten Kampfhandlungen fanden in der Region Karnatik statt, worunter man während der Kolonialzeit das Gebiet zwischen den Ostghats und der Koromandelküste im Norden des heutigen Bundesstaats Tamil Nadu verstand.

## Geschichte
Anders als im Ersten Karnatischen Krieg, der Teil des Österreichischer Erbfolgekrieges war, befanden sich die Mutterländer Frankreich und Großbritannien offiziell im Frieden. Die kämpfenden Truppen unterstanden lediglich der Britischen Ostindien-Kompanie  und der Französischen Ostindien-Kompanie.
Nach dem Ende des Ersten Karnatischen Krieges 1748 herrschte für einige Zeit Frieden zwischen den beiden Rivalen, jedoch versuchte Frankreich weiterhin seinen Einfluss in der Karnatik zu vergrößern und diese vollständig zu erobern. Daher verbündete sich der französische Befehlshaber Joseph François Dupleix mit einheimischen Herrschern, um Unruhen und Aufstände gegen die britische Herrschaft zu schüren. Dupleix versprach dem Thronanwärter von Karnataka seine Wiedereinsetzung unter französischer Oberherrschaft, wenn er die Franzosen militärisch unterstützen würde.
Die französischen Truppen wurden von Robert Clive bei Arcot mit nur 500 Mann besiegt. Arcot war eine Festung 105 km westlich von Madras. Die Franzosen mussten daraufhin ihre Belagerung bei Trichinopoly (Tiruchirappalli) abbrechen, um Arcot zu entsetzen. Trotz zahlenmäßiger Unterlegenheit konnte Robert Clive auch diese französische Streitmacht besiegen.
Nach den Kämpfen bei Arcot folgte ein britischer Sieg dem anderen. Dies besiegelte schließlich den Untergang der französischen Herrschaft in Südindien. Dupleix wurde 1754 nach Frankreich zurückgerufen, was gleichzeitig das Ende des Krieges bedeutete. Der französische Versuch, sich auf Kosten der Briten in Südindien festzusetzen, war somit zum zweiten Mal gescheitert.